# Voice of Khurasan (magazine)
 (avril 2024).
La mise en forme du texte ne suit pas les recommandations de Wikipédia : il faut le « wikifier ».
Les points d'amélioration suivants sont les cas les plus fréquents. Le détail des points à revoir est peut-être précisé sur la page de discussion.
- Les titres sont pré-formatés par le logiciel. Ils ne sont ni en capitales, ni en gras.
- Le texte ne doit pas être écrit en capitales (les noms de famille non plus), ni en gras, ni en italique, ni en « petit »…
- Le gras n'est utilisé que pour surligner le titre de l'article dans l'introduction, une seule fois.
- L'italique est rarement utilisé : mots en langue étrangère, titres d'œuvres, noms de bateaux, etc.
- Les citations ne sont pas en italique mais en corps de texte normal. Elles sont entourées par des guillemets français : « et ».
- Les listes à puces sont à éviter, des paragraphes rédigés étant largement préférés. Les tableaux sont à réserver à la présentation de données structurées (résultats, etc.).
- Les appels de note de bas de page (petits chiffres en exposant, introduits par l'outil «  Source ») sont à placer entre la fin de phrase et le point final[comme ça].
- Les liens internes (vers d'autres articles de Wikipédia) sont à choisir avec parcimonie. Créez des liens vers des articles approfondissant le sujet. Les termes génériques sans rapport avec le sujet sont à éviter, ainsi que les répétitions de liens vers un même terme.
- Les liens externes sont à placer uniquement dans une section « Liens externes », à la fin de l'article. Ces liens sont à choisir avec parcimonie suivant les règles définies. Si un lien sert de source à l'article, son insertion dans le texte est à faire par les notes de bas de page.
- La présentation des références doit suivre les conventions bibliographiques. Il est recommandé d'utiliser les modèles {{Ouvrage}}, {{Chapitre}}, {{Article}}, {{Lien web}} et/ou {{Bibliographie}}. Le mode d'édition visuel peut mettre en forme automatiquement les références.
- Insérer une infobox (cadre d'informations à droite) n'est pas obligatoire pour parachever la mise en page.

Pour une aide détaillée, merci de consulter Aide:Wikification.
Si vous pensez que ces points ont été résolus, vous pouvez retirer ce bandeau et améliorer la mise en forme d'un autre article.
Voice of Khurasan (VoK) (arabe/dari : صوت خرسان, "la Voix du Khorassan") est un magazine publié sur Internet en anglais par l'État islamique au Khorassan (EI-K) depuis janvier 2022. Il s'agit du magazine le plus récent publié par l'organisation État islamique (EI) après Dabiq, Dar al-Islam ou encore Rumiyah.

## Détails
Fin janvier 2022, l'État islamique au Khorassan (EI-K), basé en Afghanistan, lance son nouveau magazine en anglais, « Voice of Khurasan », déclarant que la province est la « plus importante » de l’EI après l’Irak et la Syrie. Diffusé sur les réseaux sociaux et les applications de messagerie comme Telegram par la fondation al-Azaim de l’EI-K pour la production médiatique, VoK a pour objectif de renforcer l'attrait international et le recrutement pour l'EI-K,,,,,,.
Une grande partie du numéro inaugural du magazine, intitulé « Who are the Taliban ? » (« Qui sont les Talibans ? »), est consacrée à discréditer les Talibans, nouveaux dirigeants de l'Afghanistan depuis 2021 et rivaux de l'EI-K dans la région. Le magazine dénonce le fait d'avoir dissimulé et menti sur la mort du mollah Omar, leur implication dans l'industrie illicite de l'opium, et leur « nationalisme et tribalisme extrêmes », qui « n’ont rien à voir avec le système islamique ». De plus, VoK ridiculise les Talibans pour leurs relations amicales avec les chiites, en particulier les Hazaras, et l’incorporation de membres des communautés chiites dans le mouvement taliban et la société civile. En outre, l'EI-K réprimande les Talibans pour leurs relations avec « les plus grands ennemis de l’Islam comme la Chine, l’Iran et la Russie » et pour avoir ignoré « l’éradication des musulmans ouïghours » et les « meurtres de masse commis par le régime russe, iranien et ses mandataires » en Irak et en Syrie. Ainsi, le magazine cherche à établir un contraste entre l'EI-K et les Talibans, présentés comme une organisation ethno-nationaliste pachtoune moralement et religieusement corrompue qui entretient des relations amicales avec les « ennemis de l’Islam » et est même alliée à certains d’entre eux dans la lutte contre l’EI,. Cependant, l’EI dit aux Talibans dans l’article qu’ils « deviendront nos frères » s’ils « renoncent à leurs actes, se déclarent libres du système démocratique infidèle, libèrent leur cou de l’esclavage des infidèles et de l’ISI [services de renseignements pakistanais], se repentent des croyances, innovations et autres superstitions infidèles », libèrent les prisonniers et « reconnaissent la souveraineté d’un seul Dieu » ; « Nous vivrons et mourrons ensemble ; nous vous donnerons la priorité dans tous les domaines ».
Le magazine poursuit le récit de longue date de l’EI selon lequel la perte du Califat revendiqué par le groupe en Irak et en Syrie est « temporaire », ajoutant que « bien que nous ayons perdu le territoire du Califat et que des milliers de moudjahidines soient tombés en martyrs sur une période de 5 ans, il n’y a pas de problème ». VoK déclare que « même si nos territoires nous ont été enlevés », l’EI est toujours « engagé » dans le djihad car « nous sommes en Afrique de l’Est, en Afrique de l’Ouest, en Afrique centrale, en Libye, dans le Sinaï et d’autres pays, y compris les Philippines ». Le magazine fait l’éloge de l'attaque de l’EI contre la prison de Ghweran en Syrie en janvier 2022 et dit aux autres prisonniers de l’EI « nous viendrons vous chercher ». Par ailleurs, Voice of Khurasan déclare lancer une série de portraits de djihadistes afin « d’inciter nos croyants ». Le premier portrait se concentre sur Abdul Rahman al-Logari, auteur de l'attentat de l'aéroport de Kaboul qui a tué 13 militaires américains en août 2021,,,. Enfin, un article appelle au « djihad en utilisant ses biens », parce que l’argent liquide est « utilisé initialement pour préparer l’équipement et armer les troupes » et que tout le monde – y compris les femmes – n’est pas appelé à se battre physiquement. Le deuxième numéro présente un profil biographique du kamikaze Najeeb al-Hindi, mentionnant comment il avait fait la hijrah (migration) de l’Inde vers l’Afghanistan et « sacrifié sa vie pour l’Islam » en atteignant le martyre. Le magazine évoque également le groupe Hayat Tahrir al-Sham (HTS) en Syrie et l’une des cibles fréquentes de l’EI, le chef de HTS, Abou Mohammad al-Jolani, affirmant qu’il avait « coupé son groupe d’al-Qaïda, rebaptisé son groupe comme il change de caleçon pour tenter d’échapper à l’étiquette de terrorisme ». Le troisième numéro de Voice of Khurasan appelle à une « guerre des réseaux sociaux » pour avancer sur le champ de la bataille idéologique, déclarant que « l’objectif de la bataille idéologique de l’Occident est d’essayer de contrer la véritable idéologie islamique que les croisés revendiquent comme des « interprétations radicales et dogmatiques de l’Islam », et de faire en sorte que les fils de l’Islam suivent la version insipide de l’Islam qui est contre le djihad, la pleine application de la charia et de ses châtiments religieux. »
En août 2022, un article de Voice of Khurasan intitulé « Le trou noir en Ukraine » célèbre la guerre en Ukraine, « guerre qui éclate parmi les kouffars [mécréants] », comme « une grande, formidable bonne nouvelle pour les musulmans du monde entier ». S’exprimant sur les deux grandes puissances, les États-Unis et la Russie, qui se livrent une guerre par procuration, l’auteur affirme : « L’Amérique a été un ennemi furieux de l’Islam tout au long du siècle dernier, et la Russie n’a pas fait exception. », et se vante que ces « gouvernements croisés qui mènent leur guerre contre le terrorisme contre l’Islam, ont vu un aperçu clair de la guerre dans leurs propres maisons ». Un autre article intitulé « Un message du cœur à nos frères musulmans d’Ukraine », dans le numéro 24 daté d'avril 2023, s’adresse aux musulmans qui combattent des deux côtés du conflit en Ukraine – en particulier les musulmans tchétchènes du côté russe et les musulmans tatars du côté ukrainien – et les exhorte à s’abstenir de combattre, à rejoindre l’État islamique et à réorienter leur lutte armée vers les troupes russes en Syrie. L’article s’en prend également à l’actuel dirigeant tchétchène Ramzan Kadyrov, que l’auteur qualifie de « vulgaire » et d'« hypocrite », l’accusant d’être un outil du président russe Vladimir Poutine pour son rôle dans l’envoi de troupes tchétchènes pour combattre en Ukraine. L’auteur suggère que les vrais musulmans ne devraient pas se battre dans une guerre entre non-croyants, mais plutôt consacrer des efforts à raviver la capacité de l’EI à mener des attaques contre les forces russes en Tchétchénie, au Daghestan et dans tout le sud de la Russie. L’article soutient que si les Tatars, les Tchétchènes et les musulmans en général veulent se battre contre les forces russes, ils devraient rejoindre la « Wilayah du Caucase », un groupe franchisé de l’EI qui couvrait le territoire du Caucase du Nord.
Par ailleurs, Voice of Khurasan tente d'analyser les évènements politiques en Occident. Ainsi, le sixième numéro du magazine évoque des questions telles que l’éducation sexuelle et l’acceptation des LGBT : « L’homosexualité est une tendance parmi les gens avec la légalisation des mariages homosexuels et son enseignement dans les écoles à travers l’Europe » ; « Même le sujet du genre est aujourd’hui confondu avec plus de 100 variantes entre le masculin et le féminin. » Faisant écho à la croyance QAnon selon laquelle une cabale de pédophiles est enracinée à Hollywood et au gouvernement, le magazine ajoute que « les pédophiles marchent dans les rues et sont actifs dans ces démocraties en position de gloire et de pouvoir ». Un autre article de VoK fait référence à la perquisition de Mar-a-Lago et aux réactions de l’ancien président Trump en déclarant que les États-Unis étaient devenus une « république bananière » : « Donald Trump, un ex-président américain qui a pris un plaisir animal à massacrer des musulmans innocents des pays du tiers-monde, a accusé son administration fédérale de se comporter comme les voyous corrompus des pays du tiers-monde, lorsque le 8 août, le Federal Bureau of Investigation (FBI) a perquisitionné sa propriété de Mar-a-Lago en Floride à la recherche de documents classifiés ». L'auteur poursuit en disant que « la pauvreté, les soins de santé et d’autres indicateurs suggèrent clairement que les citoyens américains ne jouissent pas d’un meilleur mode de vie que ceux des « républiques bananières ». En mars 2023, un article intitulé « Et le ballon à gaz intimide le Goliath de l’époque », paru dans le numéro 23 de VoK, se moque de l'incident des ballons chinois de 2023 : « l’Amérique, le plus grand dépensier militaire de la terre, a maintenant peur des ballons à gaz qui volent au-dessus de son ciel », et déclare que la réponse à l’incident avait interrogé le groupe « sur la capacité de l’Amérique à digérer un autre coup dur de style 11 septembre sur son continent »,.
La Chine devient l’une des principales cibles de l’EI-K dans Voice of Khurasan. Dans le numéro 8 intitulé "Khurasan - The Graveyard for Kuffar and Murtaddin" ("Khorassan - Le Cimetière des mécréants et des apostats") daté de juin 2022, le groupe déclare que « ce sera le tour de la Chine et de l’Iran » et que « bientôt les guerriers de l’État islamique attaqueront les villes modernes de Chine pour venger les musulmans ouïghours. » L’article critique les Talibans pour leurs efforts visant à « protéger les occupants chinois » et leur refus de « [venger] les musulmans ouïghours ou [libérer] les musulmans ouïghours des mains du régime communiste chinois »,. En septembre 2022, un article intitulé « Le rêve éveillé de l’impérialisme de la Chine », prétend que Pékin devient plus puissant avec « l’ambition de conquérir le monde et d’établir sa propre sphère de pouvoir » et défie l’hégémonie américaine. L'EI-K dénigre le projet de la nouvelle route de la soie et appelle les musulmans à prendre les armes contre « les athées rouges dont les mains sont trempées du sang des musulmans ouïghours innocents »,,,. En octobre 2023, un article paru dans le numéro 29 de VoK dénonce la répression des musulmans ouïghours par la Chine au Xinjiang et menace les dirigeants chinois : « Pékin va bientôt vous tomber sur la tête, si Allah le veut » ; « Les flammes de la guerre atteindront bientôt vos portes, vous terrorisant de Hong Kong à Harbin ». Voice of Khurasan menace également l'Inde et le premier ministre Narendra Modi, appelant à des attaques contre les hindous et le Bharatiya Janata Party (BJP),,,,.
En octobre 2023, le numéro 31 de Voice of Khurasan compare la guerre à Gaza aux croisades du Moyen-Âge. Un article intitulé « Ce que nous apprenons des premières croisades » déclare : « Et maintenant, la répétition de la première croisade a atteint son apogée avec l’invasion sioniste de Gaza et de la Cisjordanie occupée de Palestine. Bien que nous vivions actuellement une situation similaire à celle de la première croisade, il y a une solution à chaque situation terrible pour cette Oumma, et la solution réside dans le fait de suivre les traces des prédécesseurs vertueux qui ont ramené une victoire glorieuse lors des deuxième et troisième croisades. » Un autre article intitulé « Mesures pratiques pour combattre les Juifs » appelle à des attaques contre les quartiers juifs d'Amérique et d'Europe et contre les ambassades israéliennes et occidentales dans le monde entier.
Un des auteurs de Voice of Khurasan, Sulaiman Dawood al-Kanadie, serait canadien.

## Autres publications
D'autres périodiques ont été publiés en ligne par l'organisation État islamique :
- Dabiq , édité en anglais de 2014 à 2016.
- Dar al-Islam, en français de 2014 à 2016.
- Rumiyah, en arabe, anglais, français, allemand, indonésien et turc de 2016 à 2017.

## Sources
1. 1 2 3  (en-US) « Voice of Khorasan Magazine and the Internationalization of Islamic State’s Anti-Taliban Propaganda », sur Jamestown (consulté le 2 avril 2024)
2. ↑  « You are being redirected... », sur www.adl.org (consulté le 2 avril 2024)
3. 1 2  (en-US) « Hstoday New ISIS-Khorasan Propaganda Tactics Target United States - HS Today », sur www.hstoday.us, 3 avril 2023 (consulté le 2 avril 2024)
4. 1 2 3  (en-US) « Islamic State Khorasan’s Expanded Vision in South and Central Asia », sur thediplomat.com (consulté le 2 avril 2024)
5. ↑  (en-US) « Islamic State Khorasan: Global Jihad in a Multipolar World », sur thediplomat.com (consulté le 2 avril 2024)
6. 1 2  (en-US) « ISKP Flexes Its Propaganda Muscles on Social Media », sur thediplomat.com (consulté le 2 avril 2024)
7. ↑  « L’Asie centrale face à la menace de l’Etat islamique - Le Temps », périodique,‎ 28 mars 2024 (ISSN 1423-3967, lire en ligne, consulté le 3 avril 2024)
8. 1 2  (en) Vineet, « Islamic State in Afghanistan Premiers New 'Voice of Khurasan' Magazine Series », sur www.militantwire.com (consulté le 3 avril 2024)
9. 1 2 3 4  (en-US) « Hstoday Inaugural Magazine from ISIS Khorasan Declares Taliban Can ‘Become Our Brother’ - HS Today », sur www.hstoday.us, 7 février 2022 (consulté le 2 avril 2024)
10. 1 2  (en) « IS Khorasan releases first issue of magazine, mentions terrorist sent to India in 2017 », sur India Today (consulté le 2 avril 2024)
11. 1 2  (en-US) « ISIS Calls for ‘Social Media Warfare’ to Counter ‘Enchanting’ Influencers and Incite - HS Today », sur www.hstoday.us, 11 avril 2022 (consulté le 2 avril 2024)
12. ↑  (en-US) Lucas Webber, Riccardo Valle, Colin P. Clarke, « The Islamic State Has a New Target: Russia », sur Foreign Policy, 2 avril 2024 (consulté le 2 avril 2024)
13. ↑  (en-US) « ISIS Uses Recent Talking Points on Sex Ed, Evolution, LGBT Tolerance to Argue Against ‘Putrid’ Democracy - HS Today », sur www.hstoday.us, 24 mai 2022 (consulté le 2 avril 2024)
14. ↑  (en-US) « Hstoday ISIS Cites Mar-a-Lago Search, Quotes Trump in Declaring U.S. a ‘Banana Republic’ Ready for ‘Islamic Storm’ - HS Today », sur www.hstoday.us, 26 septembre 2022 (consulté le 2 avril 2024)
15. ↑  (en-US) « Hstoday ISIS Mocks Chinese ‘Spy Balloon Phobia,’ Says Response Shows U.S. Vulnerable to ‘Another 9/11 Styled Heavy Blow’ - HS Today », sur www.hstoday.us, 13 mars 2023 (consulté le 2 avril 2024)
16. ↑  (en) Lucas Webber, « ISKP’s China threats surge, become more nuanced », périodique,‎ 12 septembre 2022 (lire en ligne)
17. ↑  (en) Lucas Webber, « Islamic State threatens Central Asian and Chinese ventures in Afghanistan », périodique,‎ 6 juillet 2022 (lire en ligne)
18. ↑  (en) Lucas Webber, « Islamic State in Afghanistan Promises Attacks on Chinese and Iranian Cities, Threatens Uzbekistan and Tajikistan », sur www.militantwire.com (consulté le 2 avril 2024)
19. ↑  (en-GB) Lucas Webber, « The Islamic State’s South Asian Branches are Spearheading an Anti-China Campaign », sur GNET, 8 janvier 2024 (consulté le 2 avril 2024)
20. ↑  (en-US) Haiyun Ma, « Afghan Militants Have China in Their Crosshairs », sur Foreign Policy, 18 avril 2024 (consulté le 2 avril 2024)
21. ↑  (en) « Article In Issue 29 Of ISKP Magazine 'Voice Of Khurasan' Slams China's Repression Of Uyghur Muslims In Xinjiang, Warns Chinese Leaders: 'Beijing Will Soon Fall On Your Heads, Allah Willing'; 'The Flames Of War Will Soon Reach Your Doorsteps, Terrorizing You From Hong Kong To Harbin' », sur MEMRI (consulté le 2 avril 2024)
22. ↑  (en) « ISIS threatens India, Hindus with bloodshed; Claims role in Coimbatore, Mangaluru blasts », sur Hindustan Times, 7 mars 2023 (consulté le 3 avril 2024)
23. ↑  (en) « Terrorist outfit ISKP claims hand in Coimbatore, Mangaluru blasts », sur Hindustan Times, 6 mars 2023 (consulté le 3 avril 2024)
24. ↑  (en) « PM Modi on ISIS-Khorasan magazine cover; Terror group calls for attacks in India », sur Hindustan Times, 20 juillet 2022 (consulté le 3 avril 2024)
25. ↑  (en) « Article In Issue 31 Of ISKP Magazine 'Voice Of Khurasan' Warns Of Attack Against The West: 'The Repetition Of The First Crusade Has Reached Its Peak With The Zionist Invasion Of Gaza'; 'Let The Crusader Governments Prepare Themselves... For Tomorrow Is Close At Hand' », sur MEMRI (consulté le 2 avril 2024)
26. ↑  (en) « Issue 31 Of ISKP Magazine, 'Voice Of Khurasan' Offers 'Practical Steps To Fight The Jews': 'Limiting Ourselves To Fighting The Jews Of Palestine... Is Not Enough To Achieve The Elimination Of The Jews' », sur MEMRI (consulté le 2 avril 2024)
27. ↑  Radio-Canada, « Un auteur de propagande pour l’EI-K se qualifie de canadien », sur Radio-Canada, 28 mars 2024 (consulté le 13 août 2025)